# Хърбърт Килпин
Хърбърт Килпин е английски футболист и треньор. Един от основателите на футболния клуб Милан, като е и първият капитан и треньор в историята на отбора. Той е избрал клубните цветове на росонерите – червено и черно.

## Кариера
Започва кариерата си в Англия, в аматьорския Нотс Олимпик. Съчетава футбола с работа в текстилна фабрика. В септември 1891 Килпин заминава за Торино, където основава своя фирма и свой футболен клуб – Интер. Този тим е един от организаторите на националното първенство. С Интер Килпин достига 2 пъти финал, но губи от ФК Дженоа. Тогава Херберт обещава, че следващият шампион ще е клуб от Милано. На 16 декември 1899 Килпин, заедно с още няколко англичани и италианци основават Милан – отбор по крикет и футбол. Хърбърт става капитан на футболния тим, а скоро е избран и за треньор. През 1901, 1906 и 1907 става шампион на Италия. В 1908 Милан отказва да играе с основните си играчи за първенството, в резултат на което те основават свой тим – ФК Интер. Същата година Килпин се отказва от футбола, поради острата критика на пресата.